# Аксу, Азра
Азра́ Аксу́ (тур. Azra Aksu; род. 26 января 2015, Стамбул) — турецкая телевизионная актриса

.

## Биография и карьера
Азра Аксу родилась 26 января 2015 года в Стамбуле (Турция).
Аксу снимается в рекламе с годовалого возраста. В 2020 году она сыграла роль Алейны Тилки в детстве в интернет-сериале «Это моя сказка». В 2021 году сыграла роль Элиф Чамлы в телесериале «Игра судьбы», за которую была номинирована на премию «Золотая бабочка» в категории «Лучший ребёнок-актёр/актриса». С 2022 по 2023 год играла роль Гюнеш Кара, девочки, онемевшей в результате психологической травмы, в телесериале «Немного дневного света» режиссёра Эмре Кабакушака. В 2022 году Аксу получила премию «Золотая бабочка» в категории «Лучший ребёнок-актёр/актриса», а также была отмечена премией Турецкой ассоциации студентов-медиков в категории «Лучший ребёнок-актёр »в 2023 году.

## Фильмография
| Год       |   | Русское название       | Оригинальное название | Роль                   |
| --------- | - | ---------------------- | --------------------- | ---------------------- |
| 2020      | с | Детство                | Çocukluk              | маленький Бэмби        |
| 2020      | с | Это моя сказка         | İşte Bu Benim Masalım | Алейна Тилки в детстве |
| 2021      | с | Игра судьбы            | Baht Oyunu            | Элиф Чамлы             |
| 2022—2023 | с | Немного дневного света | Bir Küçük Gün Işığı   | Гюнеш Кара             |
| 2023      | ф | Последний ужин         | Son Akşam Yemeği      | Элиф                   |
| 2024      | ф | Друг-аист              | Yaren Leylek          | Дерья                  |